# Marina Altmann
Marina Altmann es una deportista de la RDA que compitió en natación. Ganó una medalla de bronce en el Campeonato Europeo de Natación de 1977, en la prueba de 800 m libre.

## Palmarés internacional
| Campeonato Europeo | Campeonato Europeo | Campeonato Europeo | Campeonato Europeo |
| Año                | Lugar              | Medalla            | Prueba             |
| ------------------ | ------------------ | ------------------ | ------------------ |
| 1977               | Jönköping (Suecia) | Medalla de bronce  | 800 m libre        |